# Kamo
Kamo (加茂市 -shi) é uma cidade japonesa localizada na província de Niigata.
Em 2003 a cidade tinha uma população estimada em 32 422 habitantes e uma densidade populacional de 242,55 h/km². Tem uma área total de 133,67 km².
Recebeu o estatuto de cidade a 10 de Março de 1954.

## Cidades-irmãs
- Zibo, China
- Ōshima, Japão
- Komsomolsk-on-Amur, Rússia